# Qualificazioni al campionato europeo maschile di calcio 1988 - Gruppo 4

## Classifica
| Team             | PT | G | V | N | P | RF | RS | DR  |
| ---------------- | -- | - | - | - | - | -- | -- | --- |
| Inghilterra      | 11 | 6 | 5 | 1 | 0 | 19 | 1  | +18 |
| Jugoslavia       | 8  | 6 | 4 | 0 | 2 | 13 | 9  | +4  |
| Irlanda del Nord | 3  | 6 | 1 | 1 | 4 | 2  | 10 | -8  |
| Turchia          | 2  | 6 | 0 | 2 | 4 | 2  | 16 | −14 |

## Incontri
| Arbitro: | Alphonse Costantin |

|                             |           |  |
| Lineker 33’, 80’ Waddle 75’ | Marcatori |  |

| Arbitro: | Carlo Longhi |

|                                     |           |  |
| Vujović 25’, 33’, 83’ Savićević 73’ | Marcatori |  |

| Smirne 12 novembre 1986, ore 18:00 CET | Turchia             | 0 – 0 referto | Irlanda del Nord | Stadio di Alsancak (21,919 spett.)\| Arbitro: \| Ștefan Dan Petrescu \| |
| Arbitro:                               | Ștefan Dan Petrescu |               |                  |                                                                         |

| Arbitro: | Franz Wöhrer |

|                          |           |  |
| Mabbutt 21’ Anderson 57’ | Marcatori |  |

| Arbitro: | Emilio Soriano Aladrén |

|  |           |                      |
|  | Marcatori | 19’ Hodge 42’ Waddle |

| Smirne 29 aprile 1987, ore 18:00 CET | Turchia        | 0 – 0 referto | Inghilterra | Stadio di Alsancak (16,017 spett.)\| Arbitro: \| Valeri Butenko \| |
| Arbitro:                             | Valeri Butenko |               |             |                                                                    |

| Arbitro: | Werner Föckler |

|            |           |                           |
| Clarke 40’ | Marcatori | 47’ Stojković 80’ Vujović |

| Arbitro: | Klaus Peschel |

|                                |           |  |
| Vokrri 12’, 34’ Hadžibegić 74’ | Marcatori |  |

| Arbitro: | Albert Thomas |

|                                                                       |           |  |
| Barnes 1’, 28’ Lineker 8’, 42’, 71’ Robson 59’ Beardsley 62’ Webb 88’ | Marcatori |  |

| Arbitro: | Michel Vautrot |

|             |           |                                              |
| Katanec 80’ | Marcatori | 3’ Beardsley 17’ Barnes 20’ Robson 25’ Adams |

| Arbitro: | Peter Mikkelsen |

|           |           |  |
| Quinn 47’ | Marcatori |  |

| Arbitro: | Bruno Galler |

|                      |           |                                                |
| Yusuf 68’ Feyyaz 73’ | Marcatori | 5’ Radanović 40’ Katanec 54’ (rig.) Hadžibegić |

## Classifica marcatori
5 reti
- Gary Lineker

4 reti
- Zlatko Vujović

3 reti
- John Barnes

2 reti
- Peter Beardsley
- Bryan Robson
- Chris Waddle
- Faruk Hadžibegić (1 rig.)
- Srečko Katanec
- Fadil Vokrri

1 rete
- Tony Adams
- Viv Anderson
- Steve Hodge
- Gary Mabbutt
- Neil Webb
- Colin Clarke
- Jimmy Quinn
- Yusuf Altıntaş
- Feyyaz Uçar
- Ljubomir Radanović
- Dejan Savićević
- Dragan Stojković